# Инфлација
Инфлација представља пораст општег нивоа цена. Термин инфлација значи надимање или надувавање. Стопа инфлације је стопа промене општег нивоа цена и мери се на следећи начин: инфлациона стопа = (ниво цена (година-t) – ниво цена (година t-1)) / ниво цена (година t-1).
Пример: Године 2003. у Србији су потрошачке цене порасле за 10,5%. Те године су порасле цене многих производних група, као што су: храна, пиће, становање, одећа, саобраћајне услуге, медицинске услуге итд. Тај општи узлазни тренд називамо инфлацијом.
Дефлација представља супротну појаву од инфлације. Одражава се као општи пад нивоа цена. Дефлације су ретке појаве повезане с кризама, као што је то био случај 1930-их и 1989. године. Држава делује активном стабилизационом политиком и уклања дубоке кризе у већини индустријских развијених земаља.
Дезинфлација је смањивање стопе инфлације. У Србији, последње раздобље дезинфлације било је почетком 1993. године, када је висока стопа инфлације, која је бележила вишецифрени ниво, смањена уз помоћ рестриктивне монетарне политике и осталих инструмената економске политике.

## Врсте инфлације
- Инфлација је стара колико и тржишна привреда. Посматрано на дужи рок, цене расту. Међутим, не значи да инфлација нужно прати пад реалног дохотка. Историја показује да цене расту у време ратова и економских криза, али се више не враћају после ратова и криза на првобитни ниво.[4]

Попут болести која разара ткиво људског организма, тако и инфлација разара привреду. Да би се инфлација санирала, потребно је претходно извршити класификацију у три категорије:
1. умерена инфлација;
2. галопирајућа инфлација;
3. хиперинфлација.

-после дефинисања ових врста инфлација, дефинисаћемо и уравнотежену, неуравнотежену и неочекивану (непредвиђену) инфлацију.

### Умерена инфлација
Умерена инфлација подразумева лаган раст цена. То су једноцифрене годишње стопе инфлације. Кад су цене релативно стабилне, људи имају поверење у новац. Људи резонују: новац је једнако вредан данас и готово исто вредан за годину дана, па се исплати држати га.
Пословни људи и обичан (потрошач) свет склапају дугорочне уговоре у домицилној валути, зато што верују да цене неће значајније отићи изван постојећих оквира за робу коју купују или продају. Људи једноставно верују да ће њихова новчана средства задржати своју релативну вредност.

### Галопирајућа инфлација
Галопирајућа инфлација представља дво- или троцифрену инфлацију, у распону од 20, 100 или 200% на годину дана. Овакву врсту инфлације могу имати и развијене индустријске земље. Тако су, на пример, Аргентина, Бразил и друге латиноамеричке земље, имале стопе инфлације од 50-700% на годину дана 1970-их и 1980-их година.
Када се галопирајућа инфлација једном укорени у привредно ткиво, настају озбиљни економски поремећаји.

### Хиперинфлација
Многе привреде преживе галопирајућу инфлацију, али веома тешко хиперинфлацију. То је време смрти, као кад рак уништава људско тело. Тешко је и поверовати да се хиперинфлација од милион или чак милијарду посто на годину дана може издржати.

Пример:

Почетком 1920-их година, млада Вајмарска Република се борила у покушају да отплати тешке репарације и задовољи своје кредиторе. Није могла довољно позајмити нити толико подићи порезе да би подмиривала владине издатке, па се стога штампао новац. Новчана маса астрономски је порасла од почетка 1922. до децембра 1923, а цене се вртоглаво расле, јер су људи избезумљено настојали да се реше свога новца пре него што потпуно изгуби вредност.
- Инфлација искривљује релативне цене и смањује економску ефикасност.[4] Тежина инфлације мери се и тиме да ли је била очекивана или није. У том смислу разликујемо:

1. уравнотежену инфлацију;
2. неуравнотежену инфлацију и
3. неочекивану (непредвиђену) инфлацију.

### Уравнотежена инфлација
Уравнотежена, антиципирана инфлација подразумева годишњи раст од, на пример 10%. Промена цена никог не изненађује. Све се повећава не 10% (храна, одећа, обућа, плате, камате) итд. У овој ситуацији готово нико не би био забринут. Ефикасност употребе ресурса величине БДП-а остале би непромењене величине. Једноставно речено, трошкови расту 10%, али и доходак 10% брже. Нема ни зараде ни губитка.

### Неуравнотежена инфлација
Неуравнотежена инфлација погађа релативне цене, трошкове и пореска оптерећења. Нпр. имамо неефикасност као последицу неуравнотежене инфлације кад се цене не прилагођавају инфлационим трендовима, као што је случај с новцем и порезом. Ако стопа инфлације порасте 10% на годину дана, тада реална камата на новац пада од 0 на -10% на годину дана. Влада не може исправити овај поремећај.

### Непредвиђена инфлација
Непредвиђена - неочекивана инфлација подразумева велика изненађења. Она значајно делује на расподелу дохотка и богатства. Неочекивани скок цена неке ће осиромашити, а друге обогатити, а мало утицати на ефикасност управљања у фабрикама. Ефекти непредвиђене инфлације изазива социјалне проблеме.

## Улога инфлације у привреди
Један од ефеката инфлације јесте да генерално инфлаторно окружење обесхрабрује спуштање цена роба и услуга, и посебно надокнада за радну снагу; тако да постаје лакше прилагођавање релативних нивоа цена. Цене многих производа имају по својој природи тенденцију да расту временом, тако да напори да се монетарном или другом политиком одржи стање нулте инфлације (константног нивоа индекса цена) имају веома негативан ефекат, у смислу пада цена, продаје, прихода и коначно нивоа запослености, на друге привредне гране. Стога многи економисти и привредници сматрају да умерен ниво инфлације „подмазује точкове привреде“. Мере којима се одржава потпун ниво стабилности цена могу такође водити (и најчешће воде) до дефлације (константног пада цена), која може бити изузетно деструктивна, и довести до банкрота и рецесије, чак и депресије. На пример, Велика депресија 1929. у Сједињеним Државама била је великим делом изазвана крутом федералном монетарном политиком.
Многи у финансијским круговима сматрају да је „скривени ризик“ од инфлације есенцијалан подстицај да се расположиви капитал инвестира, кроз дужничке, власничке папире, или директно, уместо једноставне, и непродуктивне, акумулације. Са ове тачке гледишта, инфлација је тржишни израз такозване временске вредности новца. Другим речима, ако је (зато што привреда функционише, и новац се може корисно инвестирати) један динар данас некоме вреднији него исти тај динар годину дана касније, онда би и у привреди као целини требало да постоји попуст за „новац у будућности“. На тај начин, из ове перспективе, инфлација представља/квантификује неизвесност у погледу вредност новца у будућности.
Изнад ових, генерално релативно ниских нивоа, међутим, инфлација се сматра све штетнијом по привреду, кроз ефекат „дисконтовања“ (смањивања текуће реалне вредности) претходно обављених економских активности. Посебно, како је инфлација често резултат акција Владе усмерених на повећање количине новца у оптицају, Владин допринос је инфлаторном окружењу (у смисли горе већ објашњене негативне реалне каматне стопе) постаје де факто порез на држање новца, штедњу. Како инфлација расте, овај „порез“ на штедњу расте и охрабрује трошење и позајмљивање, што повећава брзину кружења новца и каматне стопе, што само утврђује и додатно подиже инфлаторни притисак, и коначно ствара зачарани круг. У екстремним случајевима, а такве је могуће избећи једино веома одговорном и независном политиком, ово резултује хиперинфлацијом. Последице су бројне!
- Повећана несигурност обесхрабрује инвестиције и штедњу.
- Прерасподела прихода и богатства.
  - Као прво, приходи ће бити прераспоређени од учесника у привреди који зависе од фиксних прихода (на пример пензионера), ка онима који зависе од оперативних прихода или плата, који могу држати корак са инфлацијом.
  - Друго, на сличан начин, ако повериоци из разних разлога нису у стању да се прилагоде инфлацији, богатство ће бити прераспоређено од поверилаца фиксираних облигација ка дужницима. Типичан пример, када је Влада нето дужник, као што је обично случај, на овај начин се овај дуг смањује прерасподелом реалног новца ка Влади. Ово је познато под називом "инфлаторни порез", и узрок је многих привреда палих у хиперинфлацијама због неодговорних Влада.
- Спољнотрговински ризик: ако је домаћи ниво инфлације виши од спољњег, ово ће ослабити спољнотрговински биланс, а тиме затим и валутни курс.
- "Трошкови излизаних ђонова": Како инфлација обезвређује готов новац, учесници у привреди ће генерално тежити томе да у сваком тренутку држе што мање ефективног, или лако доступног ликвидног новца, што доноси додатне реалне трансакционе трошкове. (Овај назив се односи, у суптилној шали, на трошкове замене ђонова на ципелама који се излижу због честих одлазака до банке.)
- "Трошкови менија": Цене које се често мењају такође имају своје реалне трошкове, као на пример ресторани који морају често поново штампати меније. Током хиперинфлације у СРЈ 1993, оваквим трошковима се, само донекле, стало на пут увођењем ад хок „бодова“ као незваничне валуте, чија је вредност била обично везана за курс немачке марке на црном тржишту или друго релативно реално мерило нивоа инфлације.
- И, коначно, хиперинфлација, која се дешава када се пораст инфлације потпуно отргне контроли, на веома бруталан начин омета нормално функционисање привреде и њене способности да производи.

Слично као горе, у привреди у којој су неки од сектора индексирани инфлацијом (тј. способни су да прате њен раст) а други нису, инфлација врши прерасподелу богатства са неиндексираних сектора овима првима. У малим количинама дакле, инфлација се може сматрати избором монетарне, фискалне, или рецимо развојне политике, обесхрабрујући чување и гомилање ликвидног капитала и подстичући инвестиције. Преко тог нивоа, међутим, ефекат постаје преувеличан, и инвеститори се наједном налазе у ситуацији у којој „инвестирају у инфлацију“, што само даље подстиче инфлацију. Из свих ових разлога, и потребе за ограничавањем инфлације преко малених стопа које дисконтују прошлу економску активност и декуражирају гомилање готовине, највећи број Централних Банака формулишу за основни циљ стабилност цена, уз осетну, али малу и контролисану стопу инфлације као циљ. Независне монетарне институције, међутим, углавном могу реаговати еластично и прилагођавати како своје циљеве, тако и потезе којима се они постижу, општим економским кретањима, те нивоу постигнутог и циљним правцима развоја.